# السريج (حبيش)

تعديل مصدري - تعديل

السريج محلة تابعة لقرية السنابة، التابعة لعزلة الناحية بمديرية حبيش إحدى مديريات محافظة إب في الجمهورية اليمنية، بلغ تعداد سكانها 62 حسب تعداد اليمن لعام 2004.